# Thermus aquaticus
Thermus aquaticus je vrsta bakterije, za katero je značilno, da prenaša zelo visoke temperature. DNK-polimeraza iz te vrste bakterij, imenovana Taq-polimeraza, je zelo pomemben encim v molekularni biologiji, saj se zaradi odpornosti na visoke temperature uporablja pri verižni reakciji s polimerazo. 
Najbolj uspeva pri temperaturi okoli 70 °C, preživi pa tudi temperature do 80 °C. Je kemotrof, kar pomeni, da za pridobivanje hranil izvaja kemosintezo. 
Bakterija je postala slavna kot vir termofilnih encimov (že omenjena Taq-polimeraza, aldolaza, restriktaza, RNK-polimeraza ...).
Prva sta jo opisala Thomas Brock in Hudson Freeze z univerze v Indiani in jo poimenovala Thermus aquaticus. Prvič so jo odkrili v vročih vrelcih yellowstonskega narodnega parka, kasneje pa so jo našli tudi v vročih izvirih drugod po svetu.